# Эс-Сидер
Эс-Сидер, Сидра, Сидр (арабский : السدرة) — порт примерно в 23 км к западу от Рас-Лануфа в Ливии. Это крупнейшая нефтебаза Ливии, отгружающая около 447 000 баррелей в день (71 100 м 3 / сут) и во время холодной войны она дала свое название «заливу Сидра», альтернативному названию залива Сирт. Аэропорт Сидры находится прямо рядом с портом.

## История
Значение этого нефтяного порта возросло по мере развития экономики Ливии в последней четверти XX века.
Во время гражданской войны в Ливии силы под руководством Национального переходного совета захватили порт Сидра в начале марта 2011 года. Через несколько дней силы, выступающие за полковника Каддафи, попытались отбить порт у сил, выступающих против Каддафи.
Во время Второй ливийской гражданской войны Ливийский филиал Исламского государства предпринял попытку захватить порт в январе 2016 года. По крайней мере, один резервуар для хранения нефти был подожжён ракетой дальнего радиуса действия.
В конце 2018 года правительственные силы отбили город у повстанцев и работали над открытием порта.
Когда войска генерала Халифы Хафтара в период кампании в Западной Ливии в 2019—2020 годах продвигались к Триполи, они захватили Сирт 6 января 2020 года, а также отбили порт у правительственных сил.
Сторонники генерала Хафтара заблокировали нефтяные месторождения на востоке страны, экономике Ливии был нанесен огромный ущерб.
26 июня 2020 года российские наемники группы Вагнера захватили крупнейшие нефтяные месторождения Ливии, а также направили наемников Вагнера для обеспечения безопасности и защиты нефтяного порта.